# Apache Impala
 (janvier 2016).
Apache Impala est un moteur de requêtes SQL open source de Cloudera (MPP) pour les données stockées dans des clusters d'ordinateurs exécutant Apache Hadoop.

## Description
Cloudera Impala est un moteur de requête qui s'exécute sur Apache Hadoop. 
Impala apporte la technologie évolutive et parallèle des bases de données Hadoop, permettant aux utilisateurs d'émettre des requêtes SQL faibles latences aux données stockées dans le HDFS et Apache HBase sans nécessiter le déplacement des données ou transformation. Impala est intégré avec Hadoop pour utiliser les mêmes fichiers et formats de données, ainsi que les frameworks de sécurité et management de ressource utilisés par MapReduce, Apache Hive, Apache Pig et autres logiciels Hadoop.
Impala est favorisée par les analystes et les data scientists pour effectuer des analyses sur des données stockées dans Hadoop via des outils de SQL ou des outils d'informatique décisionnelle. Le résultat est un traitement massif sur les données et des requêtes interactives qui peuvent-être effectuées sur le même système en utilisant les mêmes données et méta-données – en évitant de migrer l'ensemble de données dans les systèmes spécialisés ou sur des formats propriétaires tout simplement pour effectuer des analyses.
Fonctionnalités :
- Support HDFS et Apache HBase,
- Lecture des formats Hadoop, y compris les formats texte, LZO, SequenceFile, Avro, RCFile, et Parquet,
- Support Hadoop security (authentication Kerberos),
- Autorisation fine basée sur les rôles avec Apache Sentry,
- Utilisation des meta-datas, driver ODBC, et syntaxe SQL de Apache Hive.

Au début de 2013, un format de fichier en colonnes appelé Parquet a été annoncé pour les architectures y compris Impala. En décembre 2013, Amazon Web Services a annoncé un soutien pour Impala. Au début de 2014, MapR ajouté le support pour Impala. En 2015, un autre format appelé Kudu a été annoncé, que Cloudera a propose de donner à la Fondation Apache Software avec Impala. En octobre 2016, Impala devient un projet Apache Incubator.

## Historique
En novembre 2015, Cloudera annonce vouloir donner Impala à la Apache Software Foundation.